# Tarquinia Molza
Tarquinia Molza (ur. 1 listopada 1542 w Modenie, zm. 8 sierpnia 1617 tamże) – włoska poetka, tłumaczka Arystotelesa, Platona i Plutarcha, uprawiała także muzykę, filozofię, filologię. W swym domie w Modenie, a później przy dworze w Ferrarze, skupiała wokół siebie najwybitniejszych włoskich intelektualistów. Przypuszcza się, że od niej może pochodzić podstawowa koncepcja książki Patriziego L’amorosa filosofia.